# Villa romaine du Tellaro
La villa romaine du Tellaro  est une villa située près de la ville de Noto, au Sud-Est de la Sicile. Sa construction date du IVe siècle (Antiquité tardive). Elle comporte des pièces décorées de mosaïques.

## Histoire et description
En 1971, les restes archéologiques de la villa sont découverts dans une ferme agricole à proximité de l'embouchure du fleuve Tellaro.
Le corps central de la villa s'articule autour d'un vaste péristyle. Le portique sur sa partie septentrionale comportait un pavement en mosaïque avec des festons de lauriers formant des cercles et des octogones à motifs géométriques et floraux. Deux autres pièces s'ouvrant sur le portique comportent des mosaïques.
Dans la première pièce, endommagée, un panneau comporte la scène de La Rançon du corps d'Hector, dans laquelle Ulysse, Achille et Diomède, identifiés par des inscriptions en langue grecque, s'apprêtent à peser le cadavre du héros. La figure de Priam est perdue ; les fragments du corps d'Hector se trouvent sur un plateau de la balance, l'or de la rançon sur l'autre.
Le pavement de la seconde pièce représente une scène de chasse avec un banquet en plein air avec des arbres et une figure féminine interprétée comme une représentation de l'Afrique. Ces mosaïques rappellent ceux de la villa romaine du Casale à Piazza Armerina, néanmoins ici les figures sont plus stylisées et moins abouties.
D'après des comparaisons avec des pièces de monnaie, les mosaïques ont été réalisées au cours de la seconde moitié du IVe siècle,.
La villa du Tellaro a fait l'objet d'une mise en valeur dans un plan de revitalisation de la zone et depuis le 15 mars 2008, le site, qui a fait l'objet de travaux de consolidation, est ouvert au public.

### Images

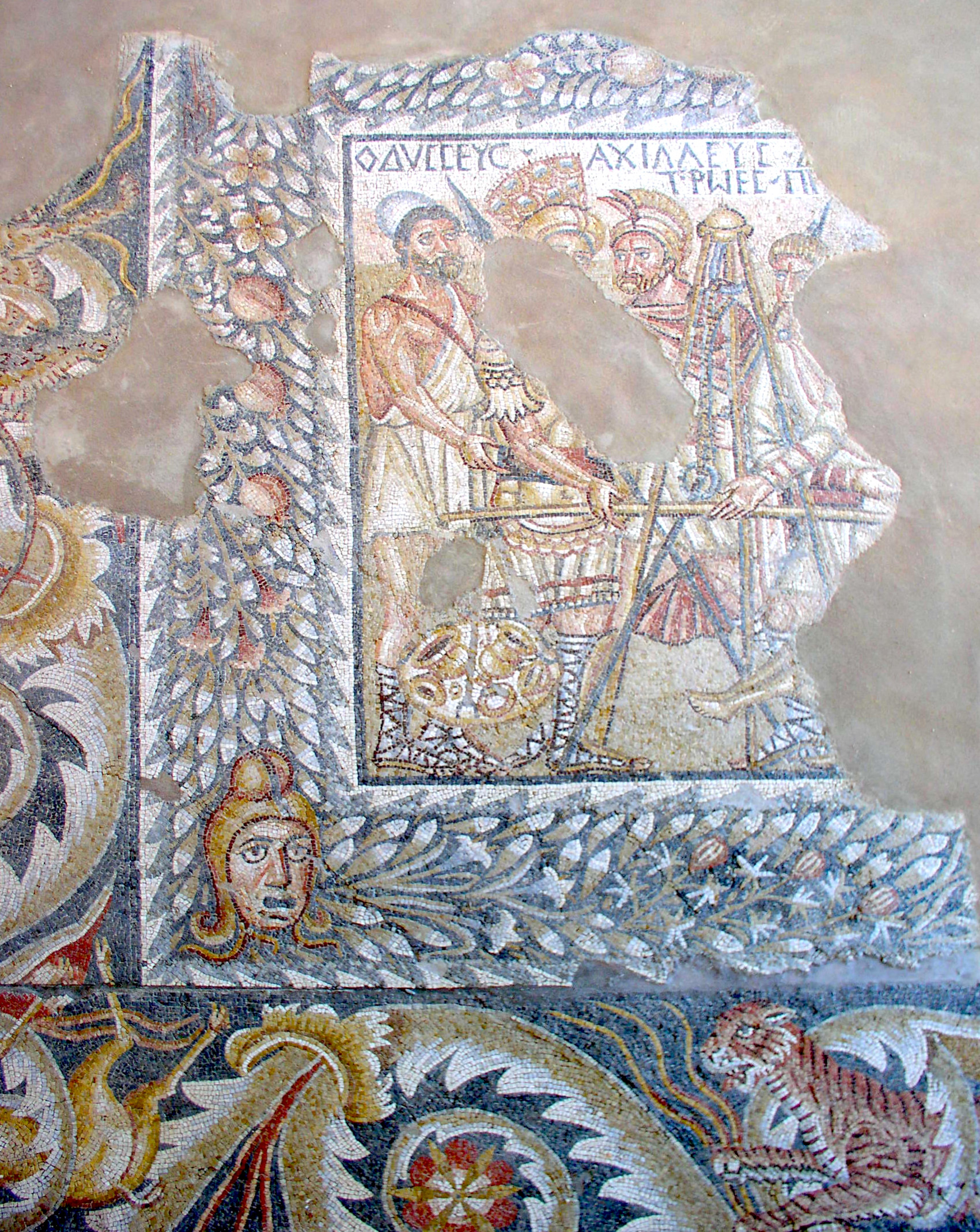
Rançon pour le corps d'Hector
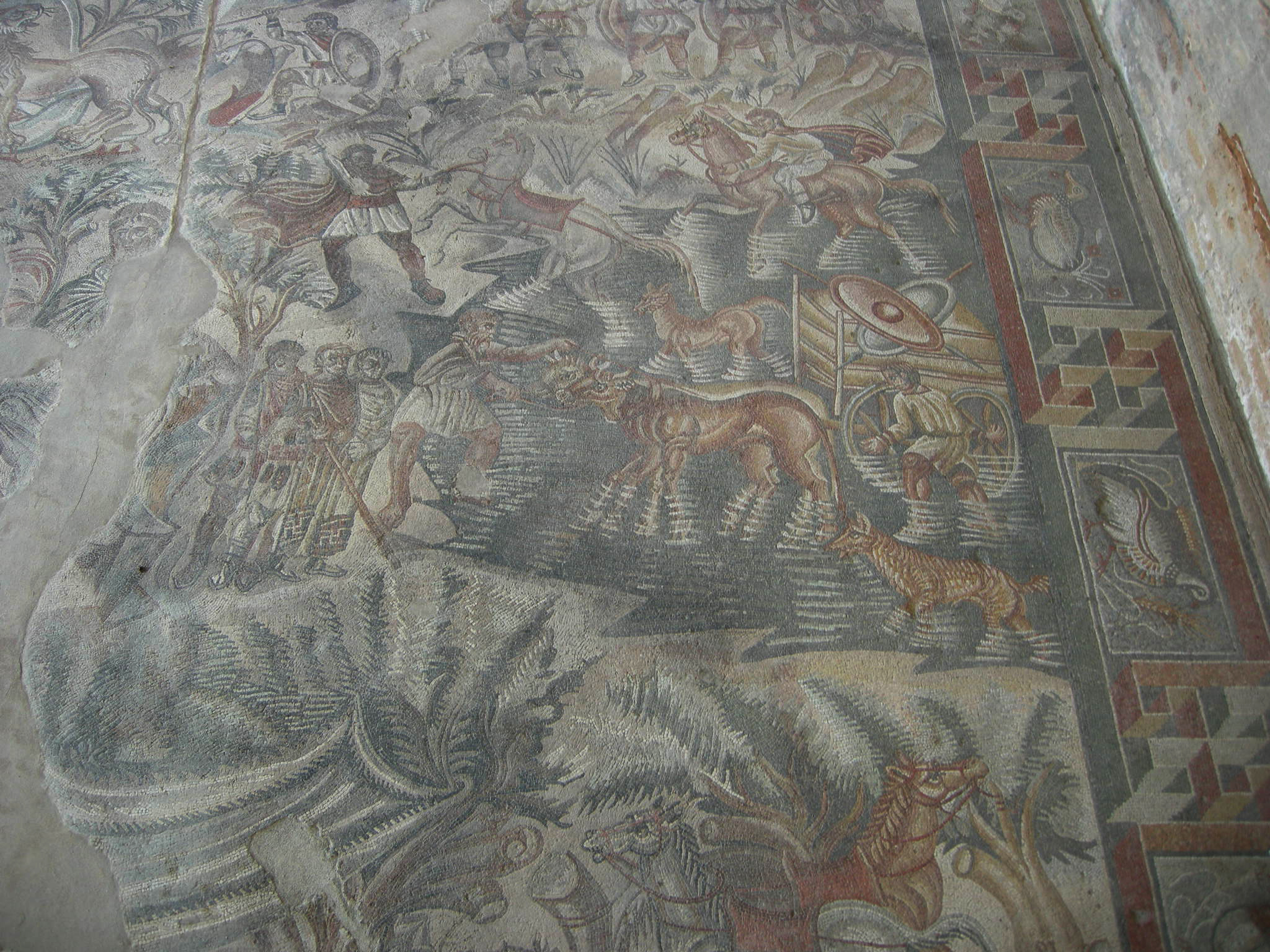
Mosaïque de la Chasse
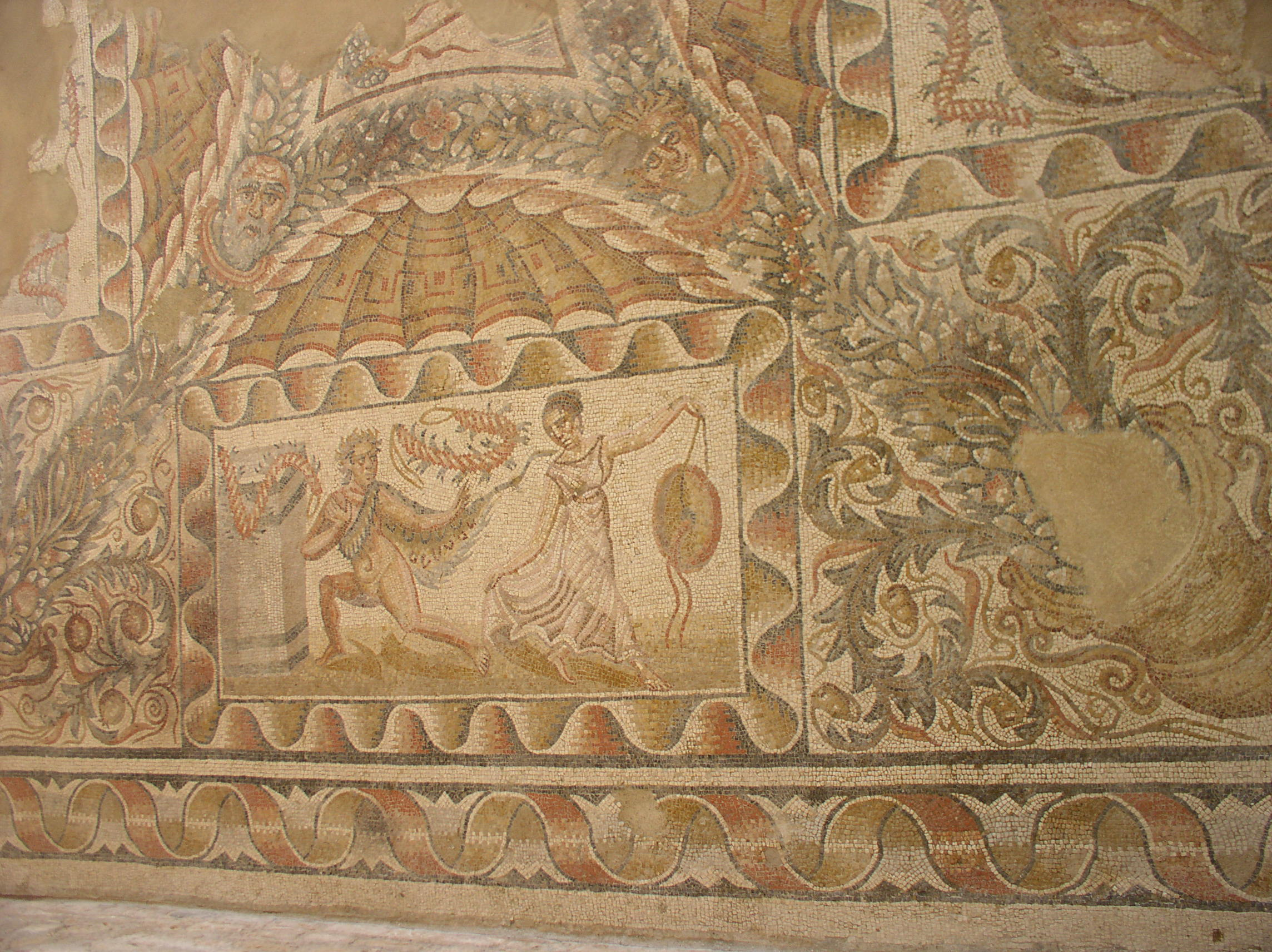
Scène avec un satyre
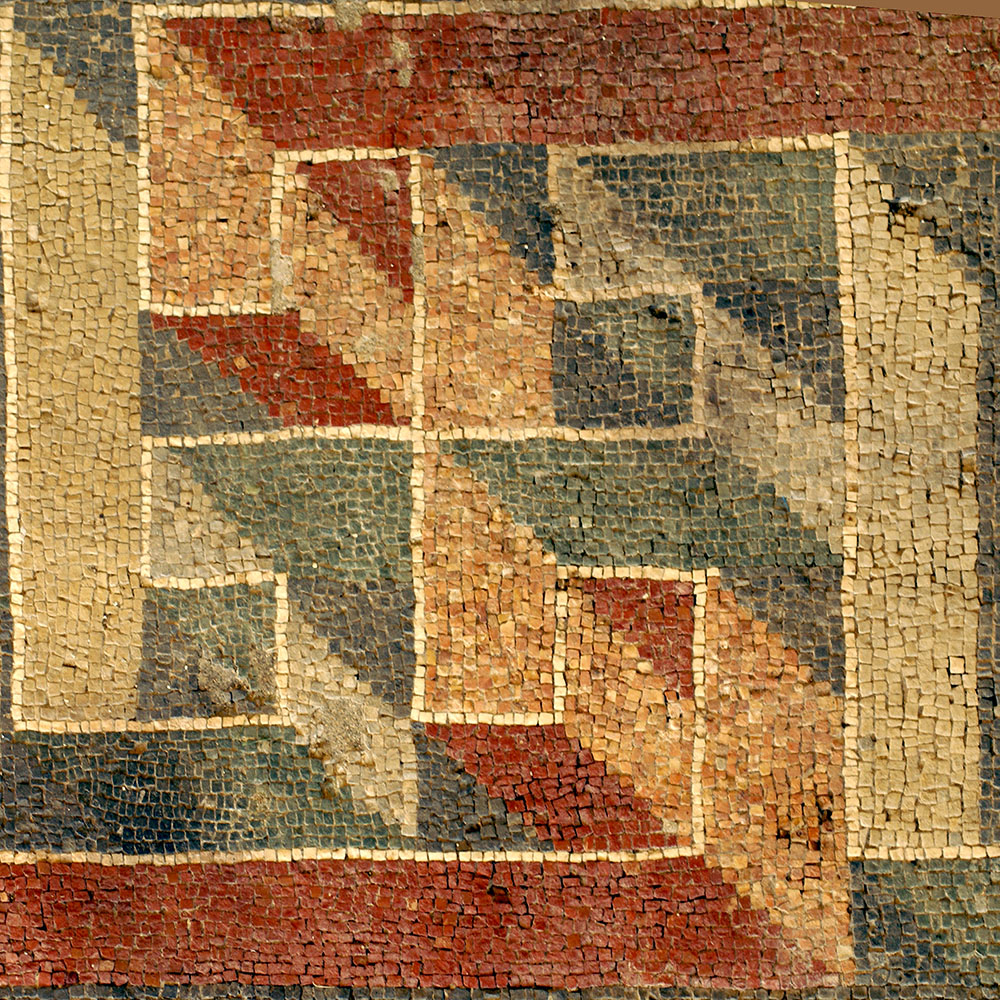
Motif géométrique
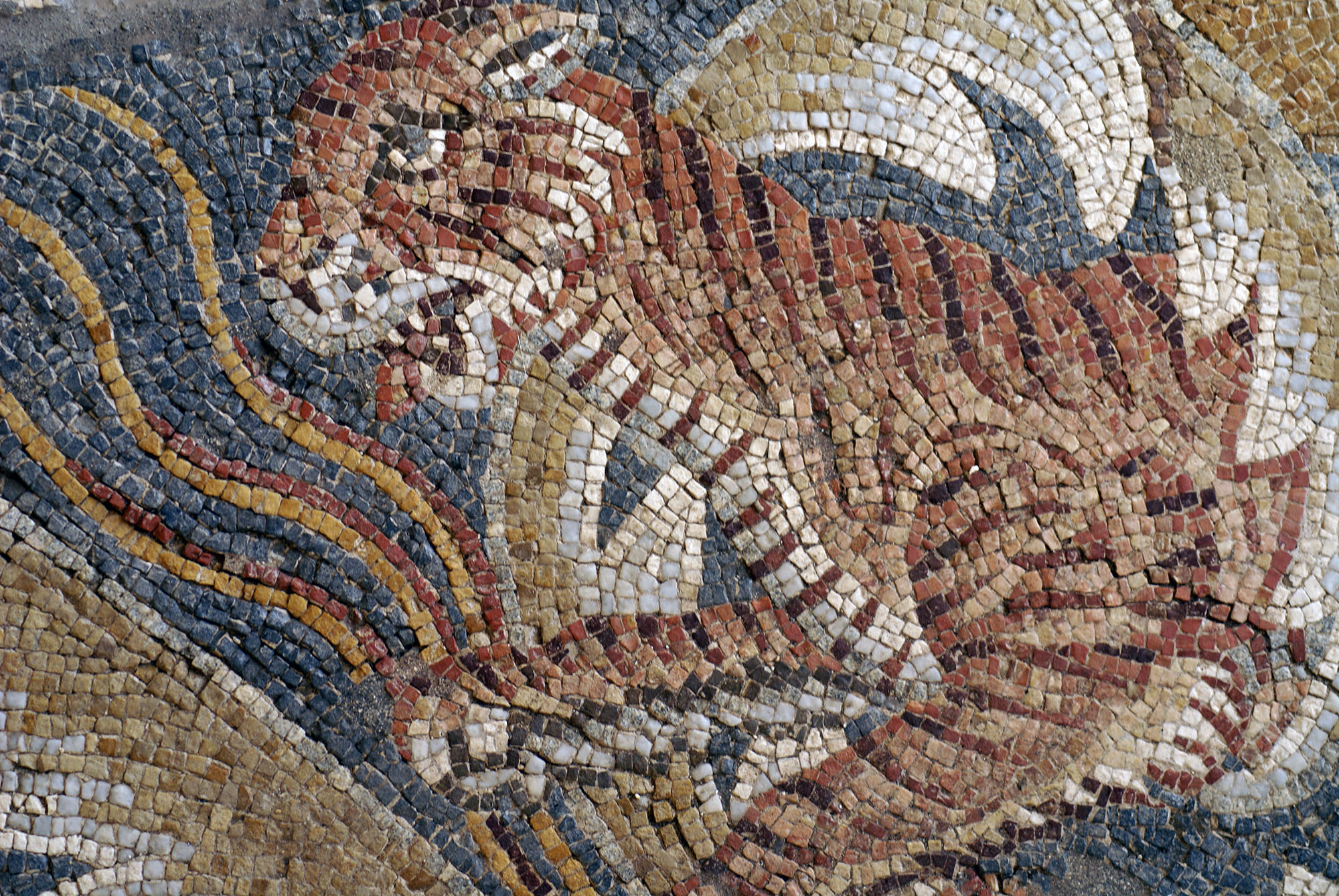
Un tigre